# Francisco Rodríguez (boxare)
Francisco Rodríguez Brito, även känd under smeknamnet "Morochito", född 20 september 1945 i Cumaná i Sucre, död 23 april 2024, var en venezuelansk boxare.
Rodríguez blev olympisk mästare i lätt flugvikt i boxning vid olympiska sommarspelen 1968 i Mexico City. Han vann även två guldmedaljer i flugvikt vid panamerikanska spelen 1967 och 1971.